# 질마로
질마로(Jilma-ro)는 충청북도 괴산군 청안면 청안사거리 와 괴산군 청안면 부흥사거리를 잇는 충청북도의 도로이다.

## 주요 경유지
충청북도
- 괴산군 청안면

## 노선
전 구간 지방도 제592호선에 속하므로 이에 대한 별도 표기는 생략한다.
| 이름          | 접속 노선              | 소재지 | 소재지 | 비고 |
| ------------- | ---------------------- | ------ | ------ | ---- |
| 청안사거리    | 광장로 청안읍내로6길   | 괴산군 | 청안면 |      |
| 금신사거리    | 금신로 청안읍내로      | 괴산군 | 청안면 |      |
| 문방교        |                        | 괴산군 | 청안면 |      |
| 문방사거리    | 칠보로                 | 괴산군 | 청안면 |      |
| 운곡교        |                        | 괴산군 | 청안면 |      |
| 백봉교        |                        | 괴산군 | 청안면 |      |
| 부흥사거리    | 국도 제19호선 (괴산로) | 괴산군 | 청안면 |      |
| 금평로와 직결 |                        |        |        |      |

## 주요 건물 및 시설
- GS칼텍스 청안주유소 (질마로 296/문방리 365-3)